# Selvmordsturisten
Selvmordsturisten (også Manden uden fremtid) er en dansk film fra 2019 og den blev instrueret af Jonas Alexander Arnby.

## Medvirkende
- Nikolaj Coster Waldau som Max Isaksen
- Tuva Novotny som Lærke
- Kate Ashfield
- Robert Aramayo som Ari
- Sonja Richter som Alice Dinesen
- Jan Bijvoet som Frank
- Slimane Dazi som Francois
- Johanna Wokalek som Linda
- Vibeke Hastrup som Doktor
- Kaya Wilkins som Mia
- Anders Mossling som Arthur Dinesen
- Peder Thomas Pedersen
- Lorraine Hilton som Jenny
- Solbjørg Højfeldt som Karen
- Christine Albeck Børge som Børge
- Per Egil Aske som Sagfører